# Peleagonzalo
Peleagonzalo è un comune spagnolo di 421 abitanti situato nella comunità autonoma di Castiglia e León.

## Storia
A Peleagonzalo si svolse la battaglia di Toro, tra i sostenitori di Isabella di Castiglia e quelli Giovanna la Beltraneja, la battaglia che decise la guerra di successione castigliana, vinta dai sostenitori di Isabella.
Nel 1860 il paese antico fu distrutto da un'esondazione del Duero e ricostruito a circa 1 km di distanza per evitare altre possibili inondazioni.